# Каменское муниципальное образование (Чунский район)
Каменское муниципальное образование — муниципальное образование со статусом сельского поселения в Чунском районе Иркутской области России. Административный центр — поселок Каменск.

## Население
| 2010  | 2011  | 2012  | 2013  | 2014  | 2015  | 2016  |
| ----- | ----- | ----- | ----- | ----- | ----- | ----- |
| 1445  | ↘1437 | ↘1399 | ↘1362 | ↘1337 | ↘1303 | ↘1277 |
| 2017  |       |       |       |       |       |       |
| ↘1231 |       |       |       |       |       |       |

Гендерный состав
По результатам Всероссийской переписи населения 2010 года  691 мужчина и 754 женщины из 1445 человек.

## Населённые пункты
В состав муниципального образования входят населённые пункты:
- Каменск
- Кедровый
- Нагорный
- Парчум[10]